# Mike Lünsmann
Mike Lünsmann (Nyugat-Berlin, 1969. november 23. –) német labdarúgócsatár.

## Klubcsapatban
Pályafutását a Schwarz-Weiß Spandauban kezdte, majd a Tennis Borussia Berlinnél folytatta, 1988-ban lett a Hertha BSC labdarúgója. A berlini klubban több, mint 200 meccsen játszott, 1996-ban szerződött az LR Ahlenbe, ahol csak 8 meccset kapott. 1997-ben fél évig az FC Sachsen Leipzig játékosa volt. A lipcsei csapatban 17 meccsen 15 gólt lőtt, 1998-ban visszatért nevelőklubjába, a Tennis Borussia Berlinbe. 2000-ben visszatért a Sachsen Leipzigbe. 2001-ben ismét klubot váltott, visszatért Berlinbe, hiszen a SV Yeşilyurt játékosa lett. Pályafutásában ezután az SC Gatow következett. 2008-ban az SCC Berlinből vonult vissza.